# ناگاسو، کوماموتو
ناگاسو، کوماموتو (به لاتین: Nagasu, Kumamoto) یک منطقهٔ مسکونی در ژاپن است که در استان کوماموتو واقع شده‌است. ناگاسو  ۱۷٬۶۸۳ نفر جمعیت دارد.